# Žeje (gmina Postojna)
Žeje – wieś w Słowenii, w gminie Postojna. W 2018 roku liczyła 49 mieszkańców.